# Islambek Kuat
Islambek Kuat (en kazakh : Исламбек Қуат, Îslambek Qouat), né le 12 janvier 1993 dans l'oblys d'Aqmola au Kazakhstan, est un footballeur international kazakh, qui évolue au poste de milieu défensif.

## Biographie

### Carrière en club
Avec les clubs du FK Astana et du Kairat Almaty, Islambek Kuat dispute 13 matchs en Ligue Europa, pour deux buts inscrits.

### Carrière internationale
Islambek Kuat compte 10 sélections et 2 buts avec l'équipe du Kazakhstan depuis 2015,.
Il est convoqué pour la première fois en équipe du Kazakhstan par le sélectionneur national Yuri Krasnozhan, pour un match des éliminatoires de l'Euro 2016 contre la République tchèque le 3 septembre 2015. Le match se solde par une défaite 2-1 des Kazakhs. 
Le 10 octobre 2015, il inscrit son premier but en sélection contre les Pays-Bas (défaite 2-1). Puis, le 13 octobre 2015, il inscrit son deuxième but lors d'une rencontre face à la Lettonie comptant pour les éliminatoires de l'Euro 2016 (victoire 1-0).

## Palmarès
- Avec le Kairat Almaty
  - Vainqueur de la Coupe du Kazakhstan en 2014 et 2015
  - Vainqueur de la Supercoupe du Kazakhstan en 2016

## Statistiques

### Buts en sélection
Le tableau suivant liste tous les buts inscrits par Islambek Kuat avec l'équipe du Kazakhstan.
| But | Date            | Stade, ville, pays                    | Adversaire  | Résultat | Match, compétition                | Sél. |
| --- | --------------- | ------------------------------------- | ----------- | -------- | --------------------------------- | ---- |
| 1er | 10 octobre 2015 | Astana Arena, Astana, Kazakhstan      | Pays-Bas    | P 1-2    | Éliminatoires Euro 2016           | 3e   |
| 2e  | 13 octobre 2015 | Skonto stadions, Riga, Lettonie       | Lettonie    | G 0-1    | Éliminatoires Euro 2016           | 4e   |
| 3e  | 10 juin 2017    | Stade central, Almaty, Kazakhstan     | Danemark    | P 1-3    | Éliminatoires Coupe du monde 2018 | 13e  |
| 4e  | 11 juin 2019    | Astana Arena, Noursoultan, Kazakhstan | Saint-Marin | G 4-0    | Éliminatoires Euro 2020           | 27e  |